# 勒维尼
勒维尼（法語：Revigny，法語發音：[ʁəviɲi]）是法国汝拉省的一个市镇，位于该省中南部，属于隆斯勒索涅区。

## 地理
勒维尼（46°38'8"N, 5°36'19"E）面积6.51 平方千米，位于法国勃艮第-弗朗什-孔泰大區汝拉省，该省份为法国东部内陆省份，北起上索恩省，西北接科多尔省，西临索恩-卢瓦尔省，南至安省，东与杜省和瑞士接壤。
与勒维尼接壤的市镇（或旧市镇、城区）包括：孔列日、蒙泰居、诺尼亚、普瓦德菲奥勒、皮布利、圣莫尔、韦尔南图瓦。

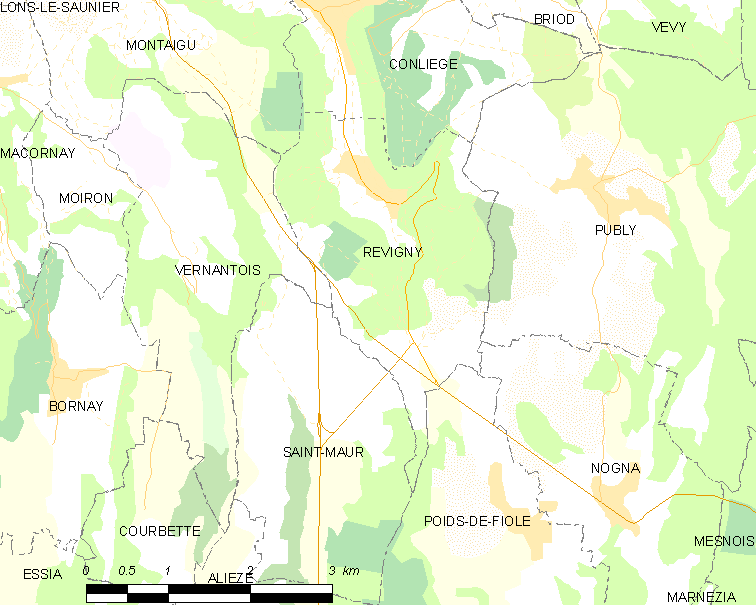
勒维尼的OSM定位图

勒维尼的时区为UTC+01:00、UTC+02:00（夏令时）。

## 行政
勒维尼的邮政编码为39570，INSEE市镇编码为39458。

## 政治
勒维尼所属的省级选区为波利尼县。

## 人口

1962-2008年间勒维尼人口变化图示

勒维尼于2022年1月1日时的人口数量为236人。